# Seether
Seether — рок-группа, сформированная в ЮАР в мае 1999 года. Группа выступала под названием "Saron Gas" до 2002 года, когда было принято нынешнее название. Альбом "Disclaimer" стал первым альбомом группы под новым названием и дебютом на крупном лейбле. Группа получила известность с US Active Rock #1 синглом «Fine Again» и закрепила успех в 2004 году синглом «Broken», который добрался до 20-го места в Billboard Hot 100. Seether добились продолжительного успеха на первом месте в чарте Hot Mainstream Rock Tracks с такими хитами, как «Remedy», «Fake It», «Rise Above This», «Country Song» и «Words as Weapons». В настоящий момент у группы подписан контракт с лейблом Wind-up Records.

## История группы

### Ранние годы (1999–2001)
Первое название этого коллектива из Претории — Saron Gas. Помимо фронтмена Шона Моргана, в него входили барабанщик Дэвид Кохи, басист Тайрон Моррис и гитарист Джохан Грейлинг. Группа образовалась в мае 1999-го и некоторое время выступала на студенческих вечеринках и в ночных клубах. Спустя год коллективу удалось заключить сделку с местным лейблом Musketeer Records, но к тому моменту Грейлинг и Моррис ушли из группы, и место Морриса занял Дэйл Стюарт. Первый альбом, Fragile, благодаря радиохитам «Fine Again» и «69 Tea» попал в национальные чарты, что было достаточно неожиданно для страны, население которой предпочитало слушать поп-музыку и местные африканские ритмы.

### DisclaimerиDisclaimer II(2002–2004)
Тяжёлый, но в то же время мелодичный стиль группы привлек внимание американского лейбла Wind-Up Records, и коллективу был предложен выгодный контракт. Единственным условием, которое поставил лейбл, была смена названия, поскольку «Saron Gas» вызывал у его руководства ассоциации с газом зарином, использовавшимся нацистами во время Второй Мировой войны. Поэтому коллектив был переименован в Seether. Источником вдохновения послужил сингл американской альтернативной группы Veruca Salt, который так и назывался — «Seether». Это слово является британским устаревшим вариантом слова «кипятильник», а также используется для обозначения какого-либо иного приспособления для кипячения чего-либо.
Таким образом, в 2002 году команда, переименованная в Seether, получила возможность выпустить EP, поучаствовать в фестивале Ozzfest, а затем приступить к записи полнометражного альбома Disclaimer. Кохо на тот момент ушёл из группы, и временным барабанщиком группы стал ветеран The Vandals и A Perfect Circle Джош Фриз (позже его сменил Ник Оширо). Часть треков на новый альбом перешла с Fragile, но было и достаточно много новых композиций. Наиболее успешными для американского эфира стали песни «Fine Again» и «Gasoline». С новым альбомом Seether гастролировали по США целый год. В этот период Морган начал встречаться с Эми Ли, и после гастролей коллектив отправился в другое турне вместе с Evanescence.
Во время совместных выступлений Шон и Эми стали исполнять балладу «Broken» дуэтом, сделав её весьма популярной. Впоследствии специально для Ли была записана новая электрическая версия (ранее песня звучала в акустике), которая вместе с новым треком c альбома "Disclaimer II" «Sold Me» стала саундтреком к фильму «Каратель».
Успех «Broken», попавшей в американский Топ 20, привел к основательной переработке Disclaimer и выпуску альтернативной версии Disclaimer II, ставшего первым платиновым альбомом группы. Во время его записи снова поменялся состав команды, в которой появились барабанщик Джон Хампфри и гитарист Пэт Каллахэн.

### Karma and Effect(2005–2006)
В 2005 году Seether ещё больше улучшили свои результаты, выпустив диск Karma and Effect. Несмотря на то, что альбом звучал гораздо мрачнее своего предшественника, чартовые позиции группы заметно выросли. Сам альбом дебютировал в Billboard под номером восемь, а песня «Remedy» заняла лидирующую позицию в списках Mainstream Rock Tracks.
Тем временем Морган, чьи отношения с Ли закончились разрывом, пристрастился к алкоголю, после чего в августе 2006 года попал в клинику, а когда он прошёл курс реабилитации, ему пришлось пережить ещё и смерть брата. В силу этих причин выход нового полнометражного альбома несколько раз откладывался. 

### Finding Beauty in Negative Spaces(2007–2009)
Релиз Finding Beauty in Negative Spaces состоялся 23 октября 2007 года и повторил успех предшественника, стартовав сразу на 9 месте в десятке Billboard. Сингл «Fake It» занял первые места в Mainstream Rock Tracks и Modern Rock Charts и удерживал эту позицию в течение 9 недель в обоих списках. 
В начале 2008 года группа отправилась в тур, который продлился до конца года.

В анимационном фильме «Dragon Age: Blood Mage no Seisen» 2012 года заключительная тема «Dragon in Me» исполнена этой группой.

### Holding Onto Strings Better Left to Fray(январь-май 2011)
1 января 2011 года вышел новый альбом Seether Holding Onto Strings Better Left to Fray, который стал пятым студийным альбомом по счёту. Этот альбом стал первым и последним альбомом в котором Трой МакЛоухорн был лид-гитаристом, который до этого играл так-же на посту лид-гитариста в группе "Evanescence", после выхода альбома Трой решил вернуться туда. Самой популярной песней в альбоме стала "Country Song"

В общем в альбоме содержится 12 треков, но некоторые были взяты с предыдущих альбомов. Альбом был принят положительно и дебютировал на 2 строчке в Billboard 200 в США.

## Состав группы
| Текущие участники - Шон Морган — вокал и ритм-гитара (1999 — наст. время) - Дейл Стюарт — бас-гитара и вокал (2000 — наст. время) - Джон Хампфри — ударные (2004 — наст. время) Концертные участники - Брайан Уикман — соло-гитара, бэк-вокал (2014 — наст. время) Сессионные участники - Джош Фриз — ударные (2002) - Кевин Соффера — ударные (2004) | Бывшие участники - Джоан Грейлинг — соло-гитара (1999) - Тиронн Моррис — бас-гитара (1999—2000) - Дэйв Кохо — ударные (1999—2002) - Ник Эннис — гитара (2002) - Ник Оширо — ударные (2002—2003) - Пэт Кэллахан — гитара (2002—2006) - Трой Маклохорн — гитара (2008—2011) |

## Дискография

### Альбомы
- 2000 — Fragile (как Saron Gas)
- 2002 — Disclaimer
- 2004 — Disclaimer II
- 2005 — Karma and Effect
- 2006 — One Cold Night (акустический)
- 2007 — Finding Beauty in Negative Spaces
- 2011 — Holding onto Strings Better Left to Fray
- 2014 — Isolate and Medicate
- 2017 — Poison the Parish
- 2020 — Si Vis Pacem, Para Bellum
- 2024 — The Surface Seems So Far (релиз запланирован на 20.09.2024)

### Синглы
| Год  | Название                | Альбом                                   |
| ---- | ----------------------- | ---------------------------------------- |
| 2002 | «Fine Again»            | Disclaimer                               |
| 2003 | «Driven Under»          | Disclaimer                               |
| 2003 | «Gasoline»              | Disclaimer                               |
| 2004 | «Broken»                | Disclaimer II                            |
| 2005 | «Remedy»                | Karma and Effect                         |
| 2005 | «Truth»                 | Karma and Effect                         |
| 2006 | «The Gift»              | Karma and Effect                         |
| 2007 | «Fake It»               | Finding Beauty in Negative Spaces        |
| 2008 | «Rise Above This»       | Finding Beauty in Negative Spaces        |
| 2008 | «Breakdown»             | Finding Beauty in Negative Spaces        |
| 2009 | «Careless Whisper»      | Finding Beauty in Negative Spaces        |
| 2011 | «Country Song»          | Holding Onto Strings Better Left to Fray |
| 2011 | «Tonight»               | Holding Onto Strings Better Left to Fray |
| 2012 | «No Resolution»         | Holding Onto Strings Better Left to Fray |
| 2012 | «Here and Now»          | Holding Onto Strings Better Left to Fray |
| 2013 | «Seether»               | Seether: 2002—2013                       |
| 2013 | «Weak»                  | Seether: 2002—2013                       |
| 2014 | «Words as Weapons»      | Isolate and Medicate                     |
| 2014 | «Same Damn Life»        | Isolate and Medicate                     |
| 2015 | «Nobody Praying for Me» | Isolate and Medicate                     |
| 2015 | «Save Today»            | Isolate and Medicate                     |
| 2017 | «Let You Down»          | Poison the Parish                        |
| 2017 | «Stoke the Fire»        | Poison the Parish                        |
| 2017 | «Nothing Left»          | Poison the Parish                        |
| 2017 | «Count Me Out»          | Poison the Parish                        |